# Antônio Cremonese

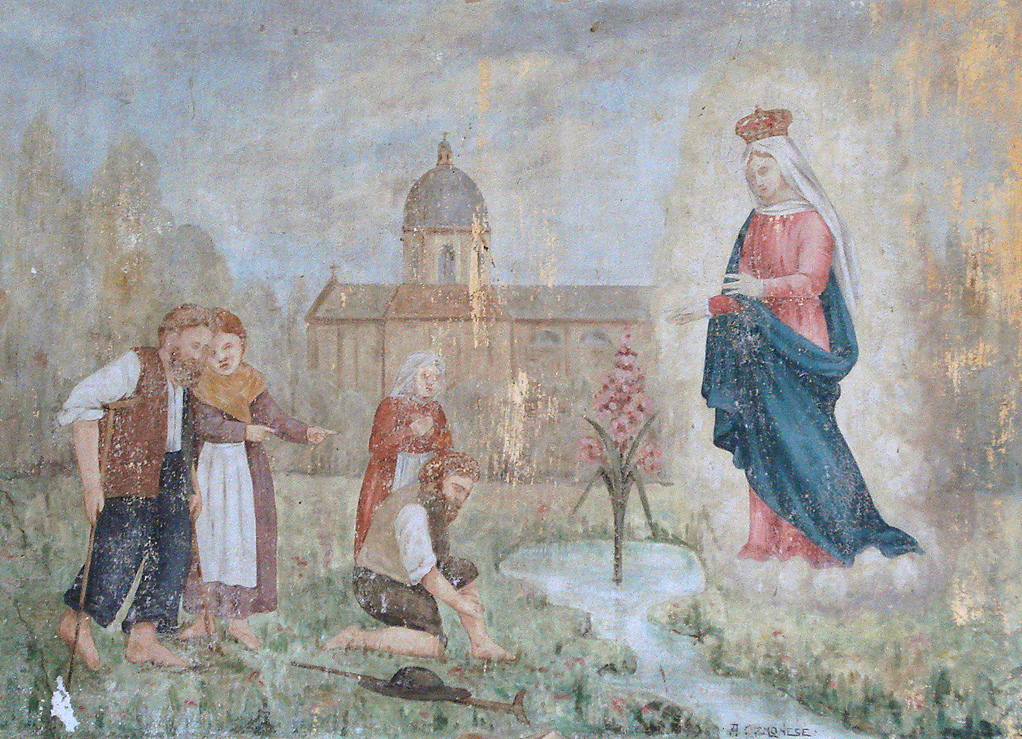
Mural de Nossa Senhora de Caravaggio, em Farroupilha, na Capela dos Ex-Votos.

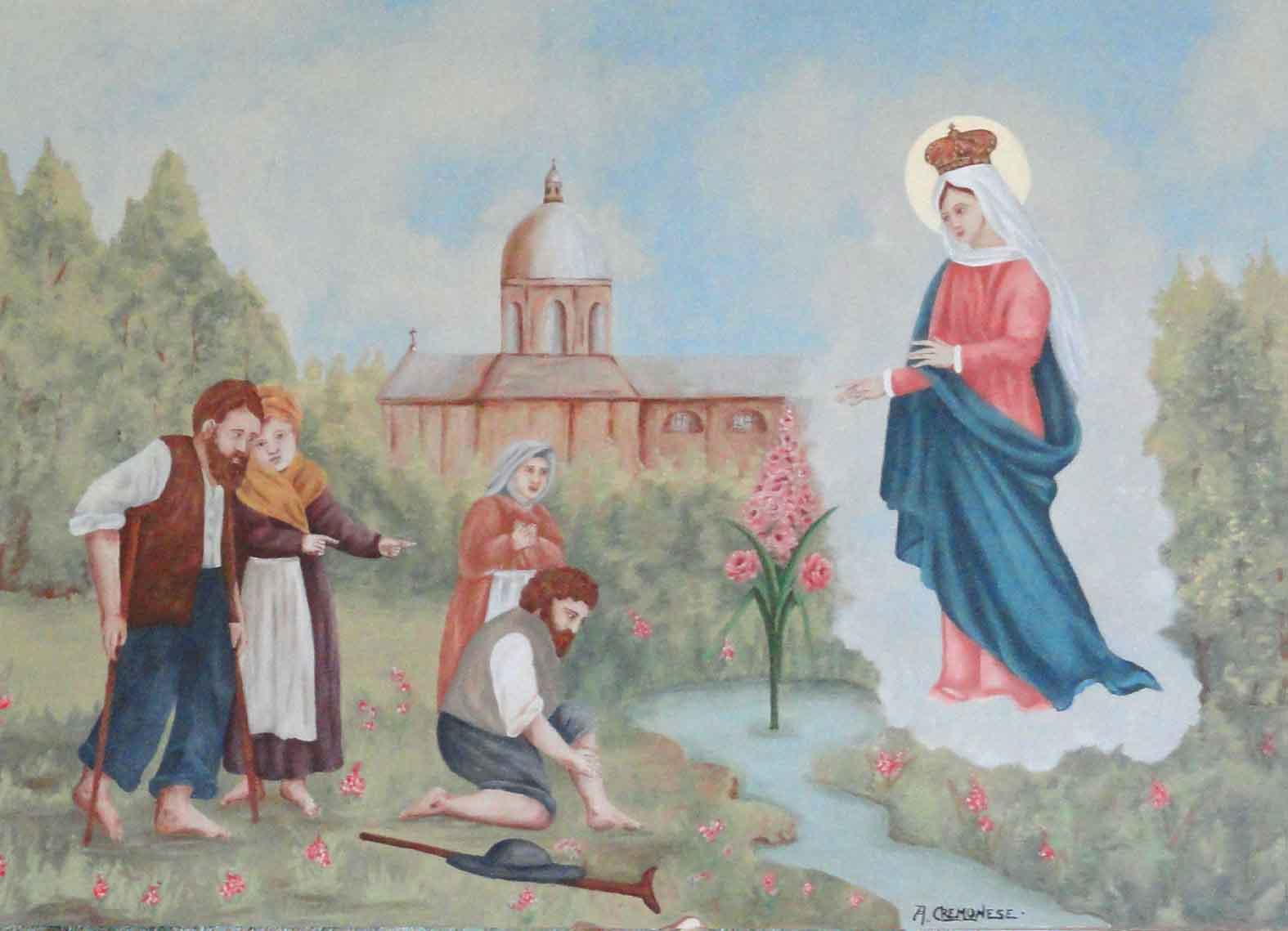
Depois da revitalização.

Antônio Cremonese (San Biaggio di Callalta, 17 de fevereiro de 1890 —  Flores da Cunha, 14 ou 16 de fevereiro de 1943) foi um pintor e decorador italiano radicado no estado brasileiro do Rio Grande do Sul. 
Quase nada se sabe sobre sua vida. Registros paroquiais referem sua atividade em igrejas de vários municípios na região de colonização italiana do estado entre 1914 e 1942, onde ainda sobrevivem criações de sua autoria. Faleceu vítima de doença derivada do alcoolismo, conforme se registra em um arquivo em Flores da Cunha.
Seu estilo releva um artista de extração popular, deixando criações singelas, mas apreciadas em suas comunidades e consideradas importantes documentos históricos e artísticos para o estado, testemunhando a fase de consolidação de uma cultura original na região de colonização italiana, marcada pela simplicidade e pela grande influência do catolicismo. Segundo a restauradora Marines Gallon, que supervisionou as obras na Capela dos Ex-Votos, centro de grande romaria anual, em cujas paredes ele deixou decoração ornamental, figuras isoladas e cenas de milagres de Nossa Senhora de Caravaggio, suas obras são eficientes evocações da religiosidade popular e revelam um artista sensível. A Capela foi declarada patrimônio histórico e cultural pelo governo do estado, e outras de suas obras ainda preservam relevante interesse para suas comunidades. Usava pigmentos naturais obtidos na região. Contudo, segundo opinião do antigo coordenador de acervo do Museu de Arte do Rio Grande do Sul, Ricardo Frantz, a "revitalização" das pinturas da Capela significou efetivamente uma repintura completa, desfigurando os valores plásticos da imagem primitiva, embora guarde suas linhas básicas, como é possível constatar na comparação de fotos obtidas antes e depois do procedimento. Em suas palavras, 
"O restauro, diferente do que foi feito aqui, é um processo fundado no respeito pela obra original, em que suas características distintivas são mantidas exatamente como são para poderem dizer o que têm a dizer, cumprindo seu papel de documento autêntico e legível, sem intervenções inteiramente arbitrárias como esta, que falsificam o que alegam preservar.... Toda a textura das pinturas foi alterada, inúmeros detalhes foram acrescentados, outros suprimidos, as cores mudaram seus tons, os volumes e contornos já são outros.... Na verdade, estudar arte e história a partir de testemunhos adulterados em tamanha extensão é aprender coisas falsas que levam a conclusões enganosas e disparates. Isso não é educar, isso não é documentar os fatos corretamente, é criar uma realidade artificial. Esse conhecimento desvirtuado acaba se multiplicando, cria tradição e passa a ser uma História mais verdadeira do que a verdade autêntica que fizemos questão de esconder sob camadas de pintura 'criativa', mesmo que isso possa ter sido feito na melhor das boas intenções".
Tem obras documentadas nas seguintes igrejas:
- Igreja de Nossa Senhora do Rosário, Protásio Alves, c. 1914?
- Igreja de Nossa Senhora de Caravaggio, Caxias do Sul, 1917
- Capela dos Ex-Votos, Farroupilha, 1921.
- Santuário de Nossa Senhora de Lourdes, Veranópolis, 1931
- Catedral de Vacaria, 1931[15]
- Igreja Matriz Nossa Senhora de Lourdes, Flores da Cunha, 1940
- Igreja de Nossa Senhora da Purificação, Muçum, ?
- Igreja Matriz São Luís Gonzaga, Veranópolis, ?